# نیژنیایا سویتکا
نیژنیایا سویتکا (به لاتین: Nizhnyaya Suyetka) یک منطقهٔ مسکونی در روسیه است که در سرزمین آلتای واقع شده‌است.